# Hélène Fleury-Roy
Hélène-Gabrielle Fleury-Roy (* 21. Juni 1876 in Carlepont, Département Oise; † 18. April 1957 in Saint-Gaudens, Département Haute-Garonne) war eine französische Komponistin und die erste Frau, die beim Kompositionswettbewerb um den Prix de Rome einen Preis gewann.
Die Schülerin von Henri Dallier, Charles-Marie Widor und André Gedalge gewann 1904 mit der Kantate Medora nach Édouard Adenis den Zweiten Second Grand Prix de Rome. 1928 übernahm sie die Klasse für Harmonielehre des in diesem Jahr verstorbenen Georges Guiraud am Konservatorium von Toulouse, wo sie bis 1945 unterrichtete. Als Professorin für Klavier und Komposition unterrichtete sie u. a. den Dirigenten Louis Auriacombe, den Violinisten Pierre Doukan und den Komponisten Charles Chaynes.
Fleury-Roy komponierte u. a. Lieder, Klavier-, Violin-, Cello- und Orgelstücke und ein Klavierquartett. 1906 entstand die Théophile Laforge gewidmete Grande Fantaisie de concert.
Sie war verheiratet mit Louis Roy (1882–1959), Professor für Mechanik an der Universität Toulouse.

## Werke
- Arabesque für Klavier
- Bourrée Gavotte für Klavier
- Canzonetta für Klavier
- Espérance für Klavier
- Fleur des champs für Klavier
- La Nuit für Klavier
- Minuetto für Klavier
- Valse Caprice für Klavier
- Cœur virginal, Lied
- Mattutina, Lied
- Brise du soir für Violine
- Trois pièces faciles für Violine
- Fantaisie für Viola (oder Violine) und Klavier, op. 18
- Rêverie für Cello
- Quatuor für Klavier und Streicher
- Pastorale für Orgel
- Grand Fantaisie de concert